# Thomas Bell Monroe
Thomas Bell Monroe (* 7. Oktober 1791 im Albemarle County, Virginia; † 24. Dezember 1865 in Pass Christian, Mississippi) war ein US-amerikanischer Jurist und Politiker. Nach seiner Berufung durch Präsident Andrew Jackson fungierte er von 1834 bis zu seinem Rücktritt im Jahr 1861 als Bundesrichter am Bundesbezirksgericht für den Distrikt von Kentucky. Er war ein entfernter Cousin des fünften US-Präsidenten James Monroe.

## Leben
Thomas Monroe besuchte nach seinem Schulabschluss die Transylvania University in Lexington, ehe er 1821 eine Ausbildung in den Rechtswissenschaften beendete. Daraufhin praktizierte er als Anwalt in Frankfort. Zuvor hatte er im Jahr 1816 bereits einen Sitz im Repräsentantenhaus von Kentucky inne. Von 1823 bis 1824 fungierte er als Secretary of State von Kentucky. Ab 1825 war er als Gerichtsschreiber am Kentucky Court of Appeals tätig. 1830 übernahm er das Amt des Bundesstaatsanwalts für den Distrikt von Kentucky, das er bis 1834 bekleidete.
Am 20. Februar 1834 wurde Monroe durch Präsident Jackson als Nachfolger von John Boyle zum Richter am United States District Court for the District of Kentucky ernannt. Nach der Bestätigung durch den US-Senat, die am 6. März desselben Jahres erfolgte, konnte er sein Amt zwei Tage darauf antreten. Während seiner Zeit als Bundesrichter lehrte er von 1843 bis 1848 in Montrose Jura. Im Jahr 1848 wurde er außerdem Leiter der juristischen Fakultät an der Transylvania University; außerdem war er bis 1851 Professor der Rechtswissenschaften an der Tulane University.
Nachdem sich Kentucky für die Sezession entschieden hatte, legte Monroe sein Richteramt nieder; sein Nachfolger wurde Bland Ballard. Thomas Monroe vertrat seinen Staat zwischen 1861 und 1862 im Provisorischen Kongress der Konföderierten Staaten von Amerika. Außerdem betrieb er von 1861 bis 1862 wieder eine private Anwaltspraxis in Richmond.